# Kadaverstellung
Mit der Kadaverstellung bezeichnete man in der Hals-Nasen-Ohren-Heilkunde die schlaffe Lähmung eines oder beider Stimmbänder infolge einer einseitigen oder beidseitigen Lähmung beider Kehlkopfnerven (Nervus laryngeus recurrens und Nervus laryngeus superior) oder des Nervus vagus. Ist nur ein Stimmband funktionslos, so klingt die Stimme hauchig oder heiser, das andere Stimmband kann aber den Ausfall bis zu einem gewissen Grad kompensieren. Bei beidseitiger Lähmung ist ein Sprechen nur mehr stimmlos möglich.
F. Semon (1849–1921) hat mit Kadaverstellung Stellungen bezeichnet, die nach seinen Abbildungen der Paramedian- bis Intermediärstellung entsprechen. M. Hajek bezeichnet damit die Intermediärstellung.
L. Rüedi bezeichnet als Kadaverstellung eine Stellung der Stimmbänder, bei der die Aryknorpel in der Intermediärstellung nach innen rotiert sind, der Processus vocalis als Zacke vorspringt und die Glottis die Form einer "8" erhält. Letztlich zeigen die Bilder von Messerschmidt, dass am Leichenkehlkopf die verschiedensten Stellungen der Stimmbänder gefunden werden.
Der Ausdruck Kadaverstellung ist also nicht eindeutig definiert und entspricht nicht den tatsächlichen Gegebenheiten an der Leiche. Es wird daher empfohlen auf den Ausdruck gänzlich zu verzichten. Die heutzutage medizinisch gebräuchlichere Bezeichnung ist die Rekurrensparese.
Bei Pferden wird das Krankheitsbild als Kehlkopfpfeifen bezeichnet.